# Claude Prin
Claude Prin (* 10. September 1932) ist ein französischer Schriftsteller, der insbesondere als Dramatiker bekannt wurde.

## Leben
Claude Prin studierte an der Sorbonne in Paris und der LMU München. Er arbeitete 10 Jahre als Lehrer, bevor er freischaffender Autor wurde.

## Werk
Claude Prin verfasste Theaterstücke und Hörspiele. Sein Werk ist insbesondere geprägt von der Auseinandersetzung mit historischen Persönlichkeiten der Politik (Gaius Julius Cäsar, Antoine de Saint-Just, Heinrich Himmler, Magda Goebbels, Lenin, Josef Stalin, Leo Trotzki) und der Kunst (Heinrich von Kleist und Alban Berg). Prin nutzt bevorzugt die offene Form monologisch-statischer Fließtexte, deren dramatischer Gehalt gewöhnlich erst während der Probenarbeit erschlossen wird. 

Die deutschen Übersetzungen von Claude Prins Stücken stammen größtenteils von Bernd Schirmer.

## Werke

### Stücke
- Amour, émoi
- H
- Potjemkine 68
- Triangles
- Cérémonial pour un combat (1971)
- Erzebeth (1983)
- Cesars (1986)
- Tohu-Bohu (1987)
- Saint-Just et l'invisible (1989)
- Tragédies (1990)
- Stravaganza/Partition Léonard (2005)
- passion minerve (2006)
- Magda (2009)

- Les Hitlerides : conférence suivi de Magda suivi de H suivi de Une saison à Sigmaringen (2020)

### Theoretische Texte
- Matériaux pour un Théâtre de la Tragédie (2004)

## Aufführungen (Auswahl)
- Januar 1984: Zeremoniell um einen Kampf (Arbeitertheater Narva mit der Volksbühne Berlin)
- 2002: Stravaganza, Uraufführung am Théatre du Rond-Point, Paris
- 27. September 2008: Magda, deutschsprachige Erstaufführung am Theater Ulm, Regie: Andreas von Studnitz

## Sendungen
- 1991: Tragödien, Ursendung von NDR / Sachsenradio

## Auszeichnungen
- 2004: Prix Radio der Societé des auteurs et compositeurs dramatiques